# Rok Markelj
Rok Markelj (* 14. April 2000 in Kranj) ist ein slowenischer Leichtathlet, der sich auf den Mittelstreckenlauf spezialisiert hat.

## Sportliche Laufbahn
Erste internationale Erfahrungen sammelte Rok Markelj im Jahr 2016, als er bei den erstmals ausgetragenen Jugendeuropameisterschaften in Tiflis mit 1:56,20 min in der Vorrunde im 800-Meter-Lauf ausschied. Im Jahr darauf schied er bei den U18-Weltmeisterschaften in Nairobi mit 1:52,39 min im Halbfinale aus und 2018 belegte er bei den U20-Balkan-Meisterschaften in Istanbul in 1:51,89 min den vierten Platz. Im Jahr darauf gewann er bei den U20-Balkan-Hallenmeisterschaften ebendort in 1:53,63 min die Silbermedaille über 800 Meter sowie in 3:20,27 min auch mit der slowenischen 4-mal-400-Meter-Staffel. Er studierte danach für mindestens zwei Jahre in den Vereinigten Staaten und 2023 wurde er bei der 2. Liga der Team-Europameisterschaft im Rahmen der Europaspiele in Chorzów in 3:48,62 min Zwölfter im 1500-Meter-Lauf. Im Dezember belegte er dann bei den Crosslauf-Europameisterschaften in Brüssel in 21:04 min den zehnten Platz in der Mixed-Staffel. Im Jahr darauf gelangte er bei den Balkan-Hallenmeisterschaften in Istanbul mit 3:50,72 min auf den siebten Platz über 1500 Meter. Ende Mai belegte er bei den Balkan-Meisterschaften in Izmir in 1:49,41 min den fünften Platz über 800 Meter und gewann mit der 4-mal-400-Meter-Staffel in 3:08,24 min die Bronzemedaille hinter den Teams aus der Ukraine und der Türkei. 2025 schied er bei den World University Games in Bochum mit 1:51,21 min im Halbfinale über 800 Meter aus.
2024 wurde Markelj slowenischer Hallenmeister im 1500-Meter-Lauf.

## Persönliche Bestleistungen
- 800 Meter: 1:46,38 min, 14. Juni 2025 in Wien
  - 800 Meter (Halle): 1:48,80 min, 18. Februar 2024 in Novo Mesto
- 1000 Meter: 2:20,24 min, 27. April 2024 in Mailand
  - 1000 Meter: 2:21,29 min, 3. Februar 2024 in Zagreb (slowenischer Rekord)
- 1500 Meter: 3:40,75 min, 24. Juni 2025 in Ostrava
  - 1500 Meter (Halle): 3:46,35 min, 17. Februar 2024 in Novo Mesto